# Simonsscher Park
Der Simonssche Park ist eine Grünfläche im Stadtteil Stadtmitte der schleswig-holsteinischen Stadt Neumünster. Die Parkanlage an der Gartenallee ist ca. 1,0 Hektar groß.

## Geschichte
Der Park der Familie Simons war bereits angelegt, als unter Leitung von Architekt Magnus Schlichting auf einer kleinen Anschüttung in der Gartenallee 14 um 1900 die Simonssche Villa für den Tuchfabrikanten Ludwig Simons erbaut wurde. Nach dem Niedergang der Textilindustrie wurden die Firmengebäude der Firma Simons neben der Villa 1982 abgerissen. Seit 1990 gehört der Garten der Villa der Stadt Neumünster, dessen ursprüngliche Wegeführung und Gestaltung nicht mehr erhalten ist. Der Simonssche Park ist seitdem mit seinem Teich im südlichen Teil zu einer öffentlichen, städtischen Grünanlage geworden.